# جکین (جورجیا)
جکین، جورجیا (به انگلیسی: Jakin, Georgia) یک شهر در ایالات متحده آمریکا با جمعیت ۱۵۷ نفر است که در جورجیا واقع شده‌است.

## موقعیت جغرافیایی
موقعیت جغرافیایی شهرها و مناطق اطراف به شرح زیر است: